# Abertura italiana
Abertura italiana é uma abertura de xadrez caracterizada pelos lances (em notação algébrica):
1.e4 e5
2.♘f3 ♘c6
3.♗c4
É uma variação da linha principal de código ECO C44.
A abertura é definida pelo desenvolvimento do bispo branco para c4 (o chamado "bispo italiano"), onde ataca o quadrado vulnerável f7 das pretas. Faz parte da grande família de Abertura aberta ou Double King's Pawn Games.
O jogo italiano é uma das aberturas de xadrez mais antigas registradas; ocorre no manuscrito de Göttingen e foi desenvolvido por jogadores como Damiano e Polerio no século 16, e mais tarde por Greco em 1620, que deu ao jogo sua linha principal. Ele foi amplamente analisado por mais de 300 anos.
O termo Abertura italiana às vezes é usado alternadamente com Giuoco Piano, embora o último também se refira particularmente a jogada posterior 3...Bc5.
Abertura Ruy López: 1.e4 e5 2.♘f3 ♘c6 3.♗b5
Abertura escocesa: 1.e4 e5 2.♘f3 ♘c6 3.d4

## Jogadas
Diante da abertura italiana, as negras podem responder com:
```
3. ... ♗c5, então temos a 
Giuoco Piano
.
```

Esse Giuoco Piano pode ser respondido com 4.d3 ..., 4.b4 ... e torna-se um Gambito Evans, 4.♘c3 ... e torna-se uma defesa de Três Cavalos.
```
3. ... ♗e7, então temos a 
Defesa Húngara
```